# Геотектоника (журнал)
Геотектоника (англ. Geotectonics) — рецензируемый геологический научный журнал, издаваемый на русском и английском (Springer) языках.

## Описание
Тематика журнала — геологическая тектоника, магматизм, метаморфизм, структурная геология, полезные ископаемые, геодинамика и глубинное строение Земли.
Публикует научные статьи, посвященные общей и региональной тектонике, структурной геологии, геодинамике, экспериментальной тектонике, а также статьи, рассматривающие соотношения тектоники с глубинным строением Земли, магматизмом, метаморфизмом и полезными ископаемыми.
В журнале размещаются рецензии на научные публикации, информация о событиях научной жизни, новых научных изданий и картографических материалах, а также новых методах тектонических исследований и обработки полученных результатов.
Журнал индексируется в РИНЦ, расширенном индексе научного цитирования (SciSearch), Journal Citation Reports/Science Edition, Scopus, INSPEC, системе астрофизических данных (ADS), Google Scholar, EBSCO, CSA, Academic OneFile, ASFA, Current Contents/Physical, Chemical and Geosciences, Gale, Geobase, GeoRef, INIS Atomindex, OCLC, Petroleum Abstracts, ReadCube и других.

### Редколлегия
- Главный редактор — академик Дегтярёв, Кирилл Евгеньевич[3]
  - Заместитель главного редактора — Хераскова, Татьяна Николаевна[4]

## История

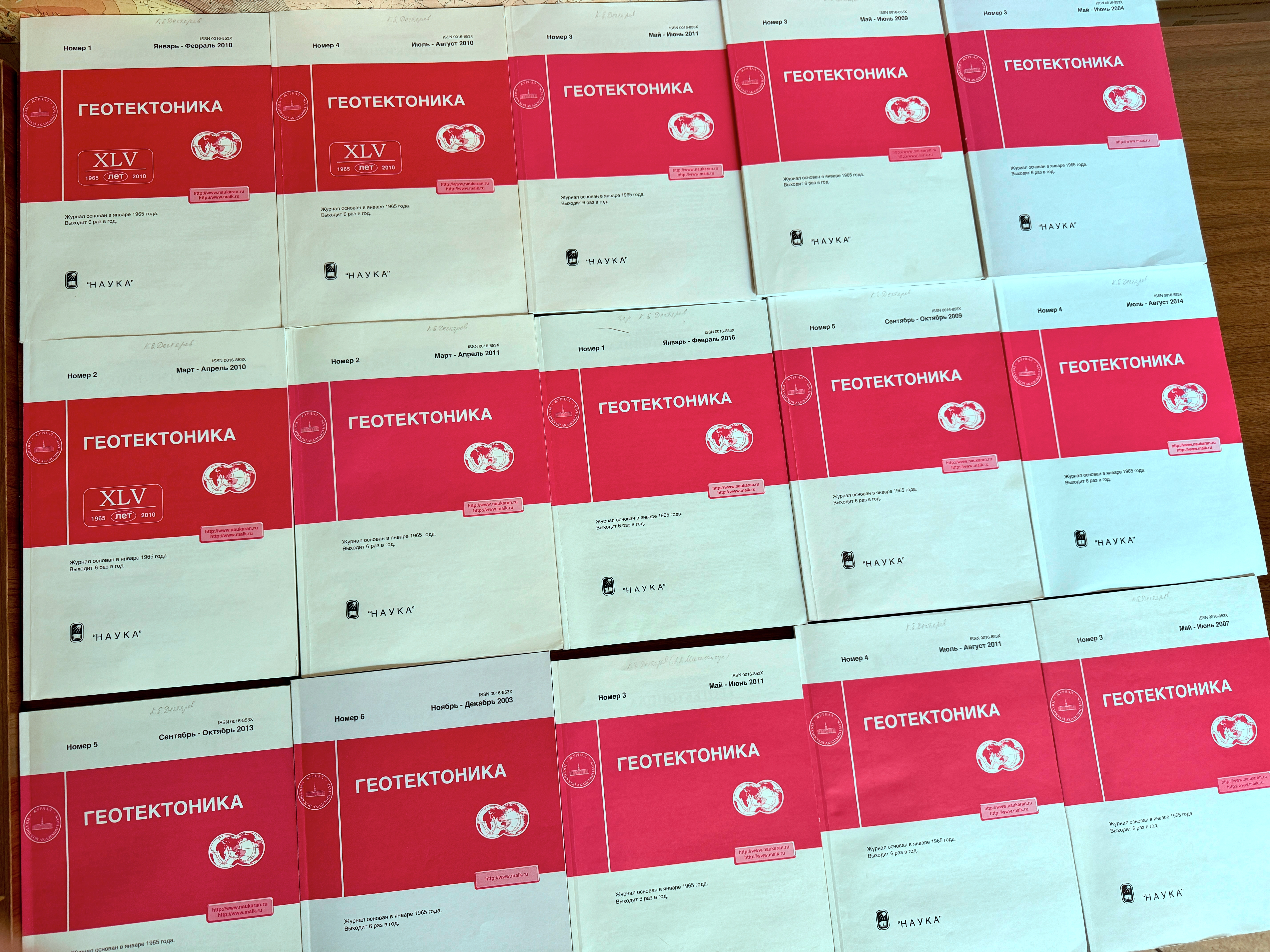
Журнал Геотектоника

Журнал начал издаваться в 1965 году в Геологическом институте АН СССР в издательстве Наука.
Современный журнал учрежден Отделением наук о Земле Российской академии наук (ОНЗ РАН) и Геологическим институтом РАН (ГИН РАН).
Главными редакторами журнала были А. В. Пейве, Ю. М. Пущаровский и другие геологи-тектонисты.